# 鹿野鄉

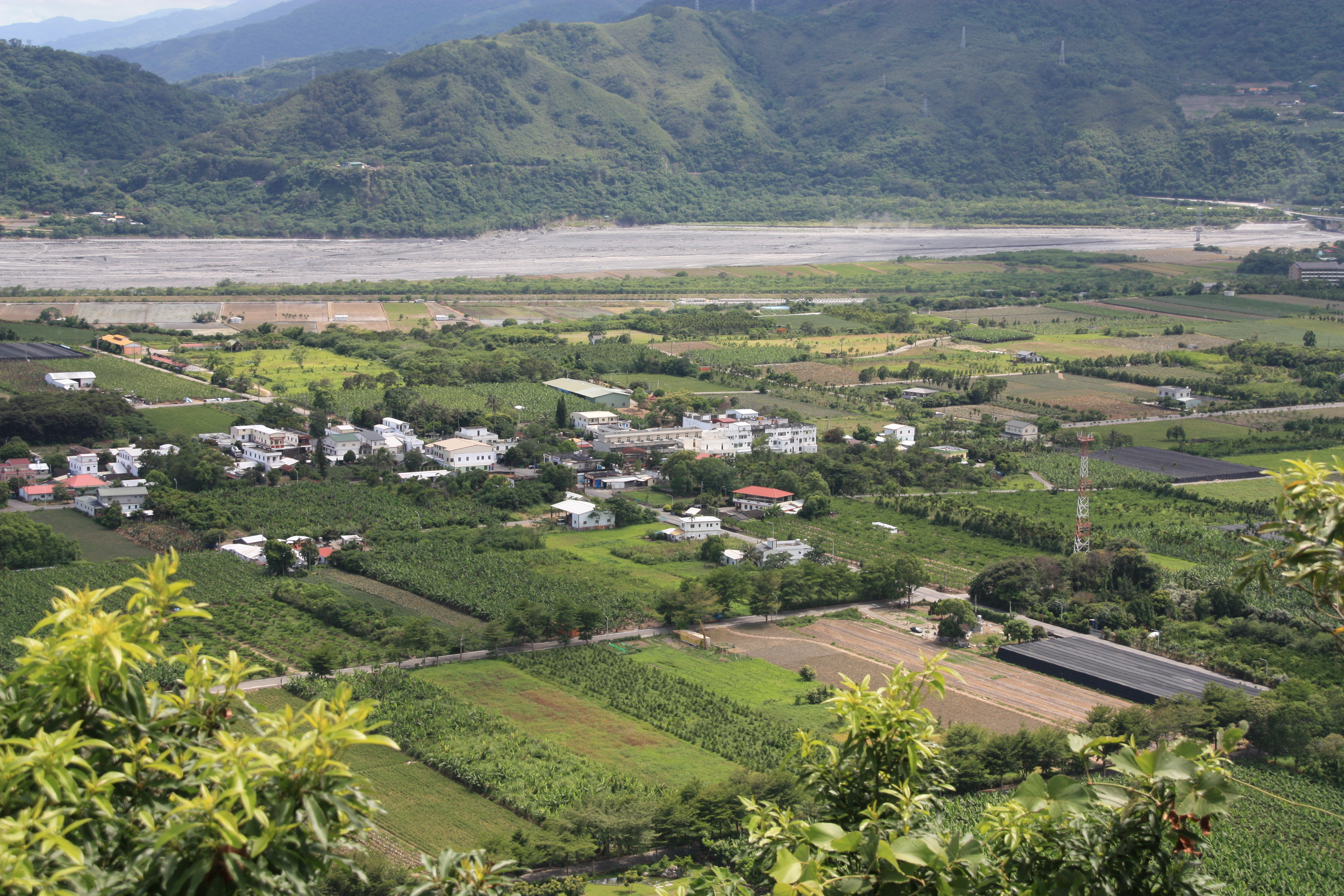
鹿野鄉與鹿野溪

鹿野鄉（四縣腔客拼：luk iaˊ Hiongˊ；阿美語：Parayabay）位於臺灣臺東縣中部，花東縱谷的南段，北臨關山鎮，西北鄰海端鄉，東鄰東河鄉，西及南接延平鄉。
早期為隸屬臺灣原住民族的布農族之獵場，19世紀後方有西部平埔族的移入，而在清領時期末期配合東部開山撫番與移民事業，以及日治時期臺灣總督府頒布移民事業的相關政策，故境內擁有數個移民村，二戰後開始有花東地區其它鄉鎮的阿美族、西部的漢人、中國退役的官兵等族群移入。經濟產業主要為農業（約佔七成的就業人口），隨著1960年代開始推廣茶作，其後臺灣省茶業改良場臺東分場（今茶改場臺東分場）的設立，農業機械化與灌溉系統改善的推動，使其種茶業較為發達，福鹿茶為當地的重要特產。自2011年起每年舉辦的「臺灣國際熱氣球嘉年華」，為鹿野鄉的重要節慶之一。

## 歷史
鹿野地名之由來有二，一說此地昔日為荒野之地，時有群鹿棲息其間，故稱為「鹿野」；另一說法，日治時期，日本人於此區設置移民村，因招募新潟縣鹿野農民移住，日人遂將原地名鹿寮改為「鹿野」。
鹿野於清領時期屬於廣鄉轄區，日治時期改為臺東廳關山郡鹿野庄，戰後改制成立「鹿野鄉」，惟原屬雷公火的上野、中野、下野合併為鸞山村劃歸延平鄉。

## 人口
根據臺東縣關山戶政事務所統計，2024年底鹿野鄉戶數約3千戶，人口約7千人，鄉內人口最多與最少的村分別是永安村與瑞和村，2024年底兩村人口分別為1,491人與669人。各族群分布佔比分別為閩南人佔40%，客家人佔30%，平地原住民佔20%，其他佔10%，族群多樣且各具文化特色。

## 政治

### 歷任首長
| 任次 | 姓名   | 備註 |
| ---- | ------ | ---- |
| 1    | 邱雲海 |      |
| 2    | 邱雲海 |      |
| 3    | 邱雲海 |      |
| 4    | 陳坤籠 |      |
| 5    | 陳坤籠 |      |
| 6    | 徐振武 |      |
| 7    | 徐振武 |      |
| 8    | 陳玉在 |      |
| 9    | 陳玉在 |      |
| 10   | 龔有恆 |      |
| 11   | 龔有恆 | 過世 |
| 11   | 李仁生 | 補選 |
| 12   | 李仁生 |      |
| 13   | 葉寶山 |      |
| 14   | 張芳連 |      |
| 15   | 林金真 |      |
| 16   | 林金真 |      |
| 17   | 李國強 |      |
| 18   | 李國強 |      |
| 19   | 李維順 |      |

### 鄉政組織

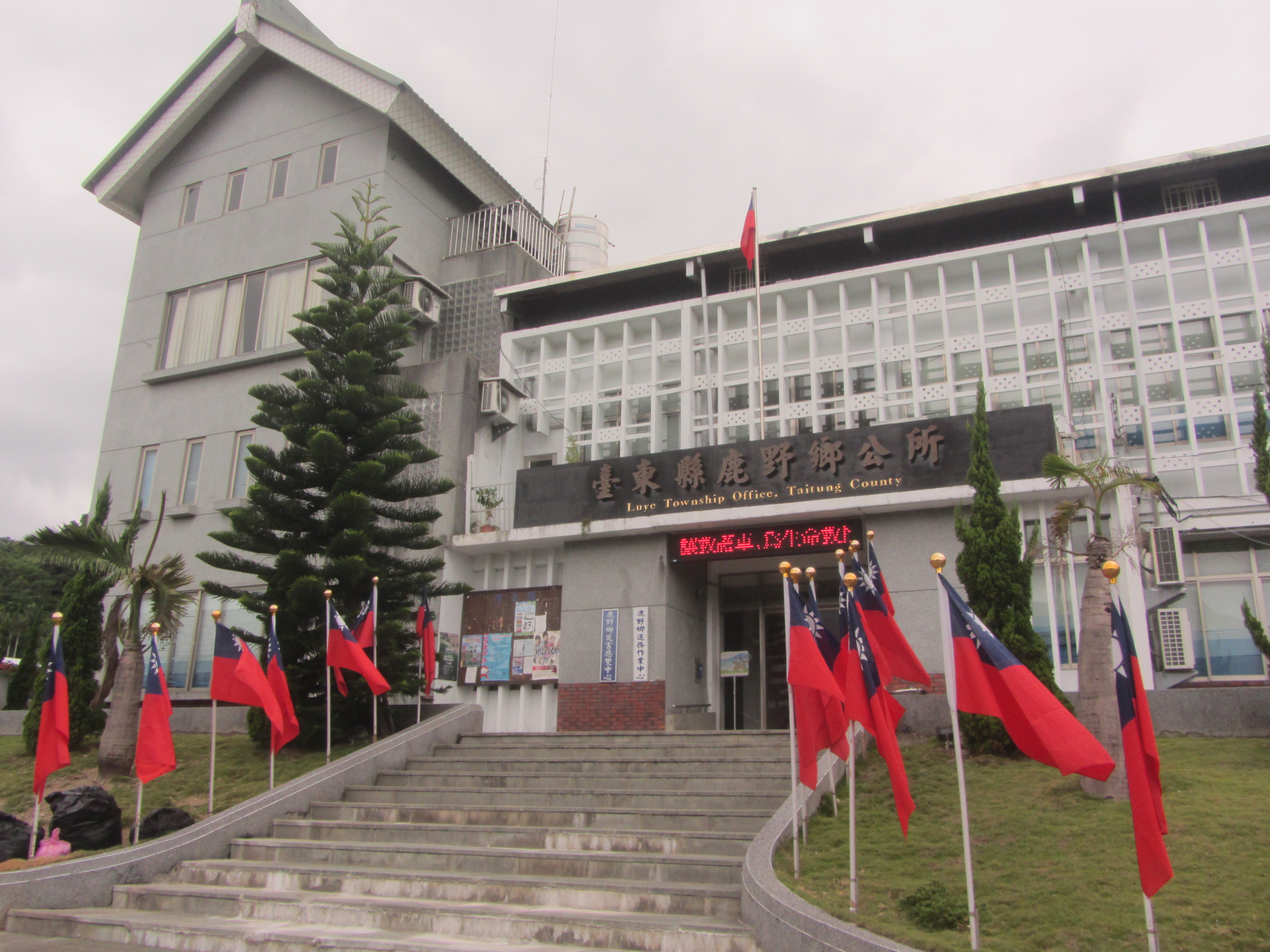
鹿野鄉公所

鹿野鄉公所是鹿野鄉最高層級的地方行政機關，在中華民國政府架構中為鄉自治的行政機關，同時負責執行縣政府及中央機關委辦事項，鹿野鄉的自治監督機關為臺東縣政府。鄉長由全體鄉民直接選舉產生，任期為四年，可連選連任一次。鹿野鄉公所並置鄉政會議，為鄉政最高決策機構，在鄉長之下，設有5課2室等7個內部單位及2個附屬機關。
鹿野鄉民代表會是鹿野鄉的最高民意機關，代表鹿野鄉全體鄉民立法和監察鄉政。鄉民代表由公民直選選出，任期為四年，可連選連任。鹿野鄉民代表會共有7位鄉民代表，分別為第一選區3席鄉民代表、第二選區2席鄉民代表、第三選區2席平地原住民鄉民代表，主席、副主席由7位鄉民代表互選產生。

### 行政區
鹿野鄉的行政區劃轄有龍田村、瑞豐村、永安村、瑞和村、瑞隆村、鹿野村、瑞源村等7個村。
| 鹿野鄉行政區劃                                           |
| 瑞 和 村 瑞 源 村 瑞隆村 瑞 豐 村 永 安 村 龍田村 鹿野村 |

## 教育

### 國民中學
- 臺東縣立鹿野國民中學
- 臺東縣立瑞源國民中學

### 國民小學
- 臺東縣鹿野鄉鹿野國民小學
- 臺東縣鹿野鄉永安國民小學
- 臺東縣鹿野鄉瑞源國民小學
- 臺東縣鹿野鄉瑞豐國民小學
- 臺東縣鹿野鄉龍田國民小學

## 交通
- 台9線（花東公路）
- 縣道197號：關山鎮－鹿野鄉－延平鄉

鹿野位於花東縱谷平原上，交通上主要有臺鐵臺東線及省道臺9線貫穿其中。

### 鐵路
臺灣鐵路管理局
- 臺東線：瑞和車站 - 瑞源車站 - 鹿野車站

### 公車客運
- 東台灣客運
- 興東客運

## 旅遊
- 武陵綠色隧道
- 新良濕地
- 二層坪水橋
- 龍田崑慈堂
- 寶華山慈惠堂
- 鹿野高台

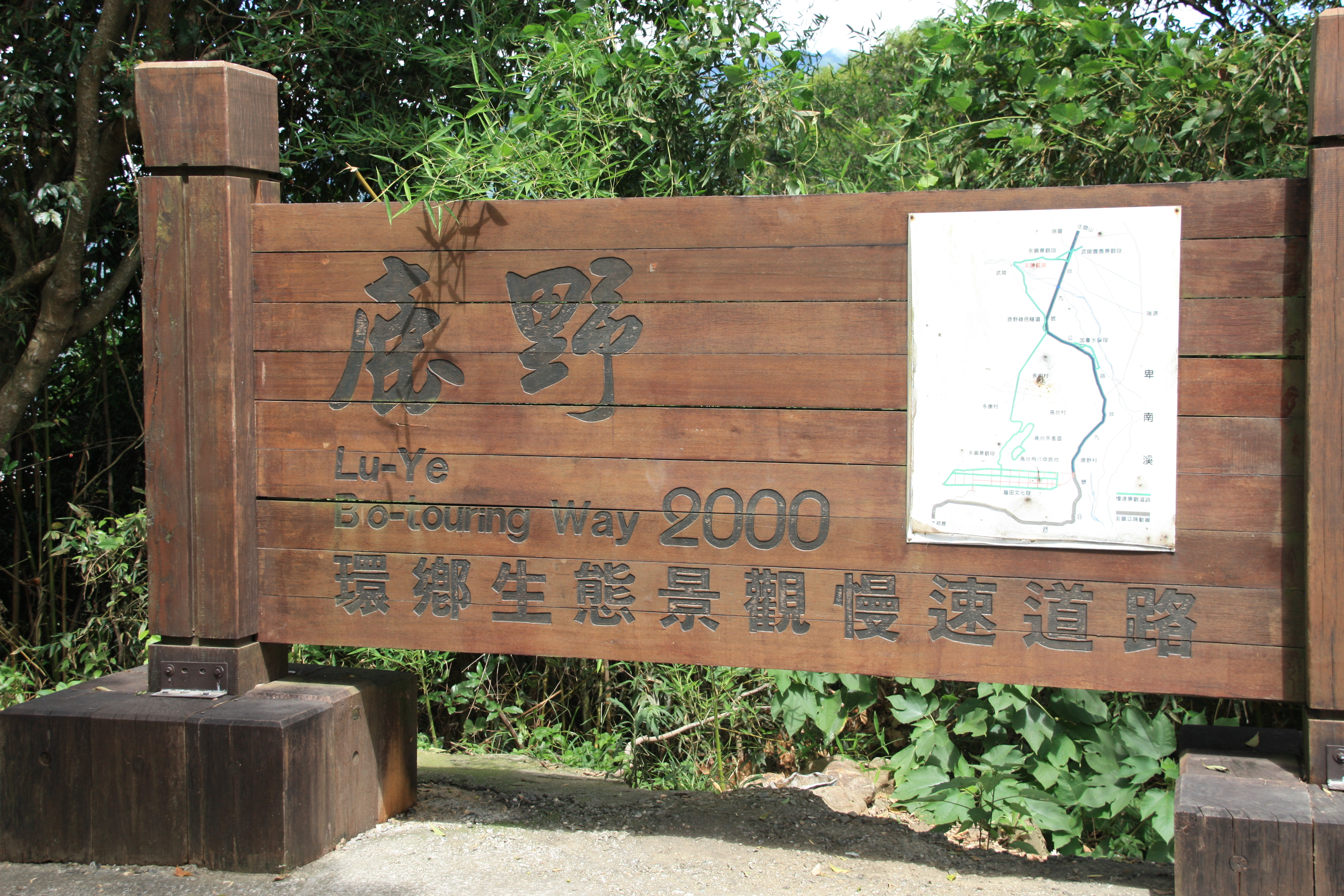
鹿野環鄉生態景觀慢速道路

2011年起每年夏季在鹿野鄉舉辦「臺灣國際熱氣球嘉年華」

## 特產
- 福鹿茶
- 紅烏龍
- 紅甘蔗
- 鳳梨
- 火龍果
- 枇杷
- 香蕉
- 釋迦
- 鳳梨釋迦
- 水果玉米
- 蘿蔔

## 外部連結
- 鹿野鄉公所（页面存档备份，存于）
- YouTube上的【臺灣，你好！】沙發環島空拍鷹眼系列 - 2015/7/23 臺東鹿野高臺 卷一